# パサマクォディ
パサマクォディ族（Passamaquoddy、別名はPeskotomuhkati）とは北米大陸に定住するインディアン部族。「パサマクォディ」は「カキを採る人々」という意味。

## 概要
アメリカ東部メイン州を中心にカナダのニューブランズウィック州の森林及び山林地帯に定住する。アベナキ族を始め、 マリシート族、ミクマク族、ペノブスコット族らの周辺部族とは古い関連のある種族で、ワバナキ連邦（Wabanaki Confederacy）を結成している。
フランスの探検家がパサマクォディ族に出会った時、マリシート族と親密に共有していた部族だった。その後、ヨーロッパ人が天然痘を始めとする病気を持ち込んだ事により、パサマクォディ族の人数は20,000人から4000人に減らした。パサマクォディ族とマリシート族はヨーロッパ人及びイロコイ諸族により圧力を掛けられ、アベナキ族とミクマク族とペノブスコット族らと共にワバナキ同盟を結んだ。